# 오만만

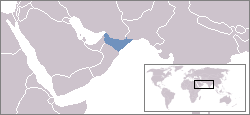
오만 만

오만 만(아랍어: خليج عمان, 페르시아어: دریای عمان یا دریای پازس)은 페르시아만과 아라비아해를 잇는 해협이다. 북쪽으로는 이란과 파키스탄과 접하며, 남쪽으로 오만, 서쪽으로 아랍에미리트와 접한다.

## 같이 보기
- 호르무즈 해협
- 페르시아만
- 동아라비아
- 휴전 오만
- 2019년 5월 오만만 사건
- 2019년 6월 오만만 사건
- 파키스탄의 지리